# اسپانیا در المپیک تابستانی ۱۹۵۲

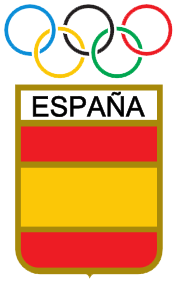
این تصویر لوگویی از بازی‌های المپیک تابستانی ۱۹۹۲ در بارسلونا، اسپانیا را نشان می‌دهد، که در آن حلقه‌های المپیک با نام اسپانیا در زیر آن‌ها ترکیب شده‌اند.

اسپانیا در بازی‌های المپیک تابستانی ۱۹۵۲ که در شهر هلسینکی برگزار شد، کاروان اسپانیا با ۳۰ ورزشکار در این رقابت‌ها شرکت کرد و موفق به کسب ۱ مدال (۰ طلا، ۱ نقره، ۰ برنز) شد. در جدول رتبه‌بندی توزیع مدال‌ها، اسپانیا در ردهٔ ۳۴ مسابقات قرار گرفت.